# Santa Catalina o Calovébora
Santa Catalina o Calovébora est un corregimiento du district de Santa Catalina o Calovébora dans la comarque Ngöbe-Buglé, au Panama. La localité comprend 2 963 habitants (2010).
Depuis 2012, il appartient au district de Kusapín.